# 애플 아케이드
애플 아케이드(Apple Arcade)는 앱 스토어의 오락실과 같은 말이며, 월 6500원을 내고 유료 게임들을 플레이할 수 있는 애플의 구독형 게임 서비스이다.
2019년 3월에 공개되어 2019년 9월 17일 iOS 13 베타 버전 유저 대상으로 서비스를 시작했고, 9월 20일 iOS 13 정식 출시와 함께 정식 서비스를 시작하였다.

## 애플 아케이드의 특징
- 다운로드 후 오프라인 플레이 가능
- 광고, 추가 결제 없음
- 아이폰, 아이패드, 맥에서 플레이 가능
- 가족 공유 기능을 통해 최대 6명까지 이용 가능

## 애플 아케이드의 게임 목록[1]
- Word Laces
- Where Cards Fall
- WHAT THE GOLF
- Way of the Turtle
- VARIOUS DAYLIFE
- Towaga: Among Shadows
- tint.
- The Pinball Wizard
- The Get Out Kids
- 행성 사령관
- 패턴
- 코드 네임 인터셉터
- 츄츄 로켓! 유니버스
- 오션혼 2
- 레이맨 미니
- 그라인드 스톤
- 악몽 농장
- 브래드웰 컨스피러시
- 타이니밥의 팅스 댓 고 범프
- 발리스틱 베이스볼
- 타락한 기사
- 타케시와 히로시
- 로지의 현실
- 언리쉬 더 라이트
- 돌아갈 수 없는 집
- 라우드 하우스: 통제 불가
- 길건너 친구들 캐슬
- 스폰지밥 네모바지: 버거 패티 추격전
- 슬래시 퀘스트

## 같이 보기
- 애플 뮤직
- 애플 TV+
- 아이클라우드